# WTA Challenger Indian Wells
Das WTA Challenger Indian Wells (offiziell: Oracle Challenger Series – Indian Wells) ist ein Tennisturnier der WTA Challenger Series, das im Indian Wells Tennis Garden in der US-amerikanischen Stadt Indian Wells ausgetragen wird.

## Siegerliste

### Einzel
| Jahr | Siegerin           | Finalgegnerin       | Ergebnis      |
| ---- | ------------------ | ------------------- | ------------- |
| 2018 | Sara Errani        | Kateryna Bondarenko | 6:4, 6:2      |
| 2019 | Viktorija Golubic  | Jennifer Brady      | 3:6, 7:5, 6:3 |
| 2020 | Irina-Camelia Begu | Misaki Doi          | 6:3, 6:3      |

### Doppel
| Jahr | Siegerinnen                          | Finalgegnerinnen                  | Ergebnis  |
| ---- | ------------------------------------ | --------------------------------- | --------- |
| 2018 | Taylor Townsend (1) Yanina Wickmayer | Jennifer Brady Vania King         | 6:4, 6:4  |
| 2019 | Kristýna Plíšková Jewgenija Rodina   | Taylor Townsend# Yanina Wickmayer | 7:67, 6:4 |
| 2020 | Asia Muhammad Taylor Townsend(2)     | Catherine McNally Jessica Pegula  | 6:4, 6:4  |